# Kenny Marchant
Kenny Ewell Marchant (ur. 23 lutego 1951) – amerykański polityk, członek Partii Republikańskiej, kongresman ze stanu Teksas (w latach 2005–2021).